# Vjekoslav Luburić
Vjekoslav Luburić (20. května 1913 Humac u obce Ljubuški – 20. května 1969 Carcaixent, Španělsko) byl chorvatský ustašovec, válečný zločinec a správce koncentračního tábora Jasenovac.
Luburić byl již několikrát trestán v období meziválečné Jugoslávie. V 30. letech utekl do Maďarska, kde pomáhal s organizací prvních ustašovských jednotek. Jeho činnost zde však byla neúspěšná; Luburić těžko sháněl peníze na své živobytí; odsouzen byl dokonce za zpronevěru na 5 měsíců. Nakonec pracoval jako pomocný dělník.
Stejně jako Ante Pavelić byl Luburić v okamžiku vyhlášení NDH (v dubnu 1941) v zahraničí. Po návratu do vlasti byl jmenován do čela III. oddělení Ustašovské služby dozoru, která spravovala koncentrační tábory, nacházející se na území fašistického Chorvatska. Na podzim roku 1941 navštívil Německo, kde se seznámil s nacistickou organizací táborů smrti. Získané poznatky uplatnil i v Chorvatsku. Němci Luburiće popsali jako „velkého sadistu, zoufale nemocného, patologického typu a poslušně oddaného chorvatskému vůdci (Ante Pavelićovi).“
„Maks“ Luburić po skončení druhé světové války emigroval do Španělska, kde zformoval militantní organizaci Hrvatski narodni otpor, která organizovala celou řadu teroristických útoků. V nepřítomnosti byl odsouzen za válečné zločiny ve své vlasti. V roce 1969 se agentům jugoslávské tajné policie podařilo organizaci infiltrovat a Luburiće zabít.